# Glacera de Gébroulaz
La glacera de Gébroulaz és una glacera de vall francesa del massís de la Vanoise (Alps) situat en el municipi de Les Allues, al departament de Savoia a la regió Alvèrnia-Roine-Alps.

## Toponímia
Gébroulaz és un topònim derivat del gal gabra « amb el sufix diminutiu -oulaz », que designa la femella de l'isard. El nom és originalment associat a un lloc situat a Méribel, abans d'haver estat associat a la glacera, així com al coll i a la muntanya.

## Geografia
La glacera se situa a la vall del Saut, que uneix la vall del Doron des Allues, amb una orientació sud-nord. Neix en els pendents de les agulles de Polset i de Péclet. Es l'única glacera de vall situada al massís de la Vanoise
La glacera tenia una superfície de 420 ha als anys 1970 i 350 als anys 1990.

## Particularitats
La glacera ha estat objecte d'observacions científiques des de 1907.
Aquesta glacera tenia la particularitat de ser la única a França a pertànyer, així com les seves vores, morrenes, llacs així com les pastures alpines, a propietaris privats des del Segle XIX L'any 1997, són quinze hereus. El 75 % del conjunt es troba al cor protegit del Parc Nacional de la Vanoise (PNV), que el lloga. La resta de la vall és integrada a la reserva natural nacional del pla de Tuéda. Generalment, a França, les glaceres són béns municipals. Per la seva situació, només el PNV pot ser el comprador d'aquesta glacera i hi ha converses des de 1967 amb la família propietària.